# Người Canada gốc Slovenia
Người Canada gốc Slovenia (tiếng Slovene: Kanadski Slovenci, nghĩa đen là người Canada gốc Slovenci) là công dân Canada có nguồn gốc từ người Slovenia hoặc những người Slovenia sinh ra và cư trú tại Canada.

## Người Canada gốc Slovenia theo tỉnh bản và lãnh thổ
| Các tỉnh bang và lãnh thổ | Dân số |
| ------------------------- | ------ |
| Ontario                   | 26.485 |
| Quebec                    | 2.510  |
| Nova Scotia               | 150    |
| New Brunswick             | 130    |
| Manitoba                  | 1.005  |
| British Columbia          | 5.555  |
| Đảo Hoàng tử Edward       | 30     |
| Saskatchewan              | 640    |
| Alberta                   | 3.885  |
| Newfoundland và Labrador  | 15     |
| Các Lãnh thổ Tây Bắc      | 20     |
| Yukon                     | 45     |
| Nunavut                   | 0      |
| Canada                    | 40.470 |